# Eleutherodactylus grandoculis
Eleutherodactylus grandoculis là một loài ếch trong họ Leptodactylidae. Chúng là loài đặc hữu của Suriname.
Các môi trường sống tự nhiên của chúng là các khu rừng ẩm ướt đất thấp nhiệt đới hoặc cận nhiệt đới.